# Gottfried Ernst Hoffmann
Gottfried Ernst Hoffmann (* 19. Februar 1898 in Niedercunnersdorf; † 1. März 1978 in Schleswig) war ein deutscher Archivar. Von 1938 bis 1945 war er Staatsarchivdirektor in Kiel und von 1950 bis 1963 Direktor des Landesarchivs Schleswig-Holstein in Schleswig.

## Leben
Hoffmann war der Sohn eines Fabrikbesitzers. Er studierte von 1916 bis 1917 Germanistik, Geschichte, Latein und Theologie an der Universität München und von 1918 bis 1921 an der Universität Leipzig. 1922 wurde er in Erlangen mit einer Dissertation über Gregor von Tours promoviert. 1924 war er als Volontär beim Geheimen Staatsarchiv in Berlin tätig und legte dort im Folgejahr die Archivarsprüfung ab.
1926 begann Hoffmann für das Staatsarchiv Kiel zu arbeiten und stieg dort vom wissenschaftlichen Hilfsarbeiter zum Archivassistenten (1927), Staatsarchivrat (1929) bis zum Staatsarchivdirektor und Vorstand (1938) auf. Außerdem lehrte er von 1935 bis 1942 als Honorarprofessor für Sippenkunde an der Universität Kiel und von 1942 bis 1945 als Honorarprofessor für Historische Hilfswissenschaften in Kiel. Hoffmann trat zum 1. Mai 1933 der NSDAP bei (Mitgliedsnummer 2.730.185) und gehörte ab 1934 der SA an. 1943 wurde er zum Kriegsdienst eingezogen, bis 1944 vertrat ihn sein Vorgänger Walther Stephan noch einmal im Amt des Direktors.
Nach dem Zweiten Weltkrieg wurde Hoffmann von der Militärregierung entlassen. Er arbeitete von 1945 bis 1947 für einen Kieler Wirtschaftsverlag. 1949 wurde er wieder eingestellt, zunächst als Angestellter im Landesarchiv Schleswig-Holstein in Schleswig, im darauffolgenden Jahr wurde er dort wieder Landesarchivdirektor. 1963 ging er in den Ruhestand.
Hoffmann war verheiratet und hatte sechs Kinder.

## Schriften (Auswahl)
- (Hrsg.): Die Siegel der Bischöfe von Schleswig und Lübeck. Das Domkapitel und Kollegiatstifter von Schleswig, Hadersleben, Lübeck, Eutin und Hamburg sowie ihrer Dignitare. Kiel 1933, OCLC 35985021.
- (Hrsg.): Die Erinnerungen des Statthalters Friedrich Reventlou. Ihr biographischer und landesgeschichtlicher Gehalt in Bericht und Auszügen. Neumünster 1933, OCLC 475338373.
- Sippenforschung als Volkstumspflege. In: Die Heimat. Monatsschrift des Vereins zur Pflege der Natur- und Landeskunde in Nordelbingen. Bd. 45 (1935), Heft 1, Januar 1935, S. 15f. (Digitalisat).
- Sippenforschung in Schleswig-Holstein. Ein Jahresbericht. In: Die Heimat. Monatsschrift des Vereins zur Pflege der Natur- und Landeskunde in Nordelbingen. Bd. 45 (1935), Heft 10, Oktober 1935, S. 313–315 (Digitalisat).
- A. L. J. Michelsen als deutscher Nordschleswiger. In: Die Heimat. Monatsschrift für schleswig-holsteinische Heimatforschung und Volkstumspflege. Bd. 50 (1940), Heft 6, Juni 1940, S. 84–87 (Digitalisat).
- Archivgutschutz und Archivpflege in Schleswig-Holstein. Ein Rückblick. Schleswig 1955, OCLC 917615371.
- Die Herzogtümer von der Landesteilung von 1544 bis zum Kopenhagener Frieden von 1660. Neumünster 1986, ISBN 3-529-02405-8.